# オタクソン
オタクソン（英: Otakuthon）は、アニメや漫画などの日本の文化を扱うカナダのアニメコンベンション。毎年8月にモントリオールで3日間にわたって開催される。ファンによって運営される非営利のアニメコンベンションであり、コンコルディア大学のアニメサークル「Otaku Anime of Concordia University」によって開始された。「オタクソン」という名前は、日本語の「オタク」と「マラソン」を組み合わせたかばん語である。

## 特徴
オタクソンではアニメや漫画などの日本の文化を扱っている。ケベック州モントリオールで開催しており、2種類の公用語（フランス語・英語）に対応している。オタクソン共同委員長のステファン・ラトゥールは、オタクソンの使命は「人々が日本の大衆文化や伝統文化に親しめる場を作ること」であるとしている。
モントリオール内における経済効果は、2010年には推定160万6076ドル、2011年には推定213万7157ドルであった。2023年時点では、カナダで2番目に大きいアニメコンベンションとなっている。

## 歴史
第1回オタクソンは2006年に開催され、1800人以上が参加した。当初は、コンコルディア大学のアニメサークル「Otaku Anime of Concordia University」がサー・ジョージ・ウィリアムズ・キャンパスのヘンリー・F・ホール・ビルディングで開催していた。
2006年のオタクソンは無料で参加できたが、2007年からは入場料が導入された。有料会員には事前登録のオプションがあり、事前登録した参加者は金曜日の午後に来て会員バッジを受け取ることで、開会時間からすぐに全てのイベントに参加することができた。
2007年大会の成功を受けて、2008年には会場を従来のコンコルディア大学から、はるかに大きいモントリオール国際会議場のコンベンション・センターに移転した。収容人数が拡大したことで、大学の複数のフロアではなく、1つのフロアに主なアトラクションを集めることができるようになった。同年、大会を運営する「Otaku Anime」を始めとしたアニメサークルは、オタクソンの母体となる「Quebec Anime Committee」を結成した。2009年にはケベック州外から多数のゲストが招待され、オタクソンは地域的な大会から全国的な大会へと昇格した。
2018年には「日本とカナダとの相互理解の促進」が認められ、外務大臣表彰を受賞した。
2020年には新型コロナウイルス感染症の世界的流行により、オンラインでの開催となった。
2022年にオフラインでの開催が再開した。

## プログラム
オタクソンは毎年異なるテーマを設定している。
- コンピュータゲーム - PCゲームやリズムゲームなどをプレイできる。トーナメントも開催されている[17]。
- テーブルゲーム - ボードゲーム、TRPG、トレーディングカードゲームで遊ぶことができる[18]。
- ゲームショー - 画像からアニメのタイトルを推測するゲームや、アニメに関するビンゴなどのゲームに挑戦する[19]。
- ビデオルーム - 日本の様々なジャンルのアニメを鑑賞できる。英語の吹き替え版と、英語・フランス語の字幕版がある[20]。
- パネル - パネルディスカッションで好きなトピックに関する知識を増やしたり、同じ関心をもつ人とのネットワークを構築したりする[21]。
- ワークショップ - 様々な創作を実際に体験する[22]。
- やおいソン - やおいに関するコンテンツを扱う[23]。
- 百合ソン - 百合に関するコンテンツを扱う[24]。
- 博麗神社フェスティバル - 『東方Project』関連のコンテンツを扱う[25]。
- ドールフェスト - 球体関節人形を扱う[26]。

## イベント

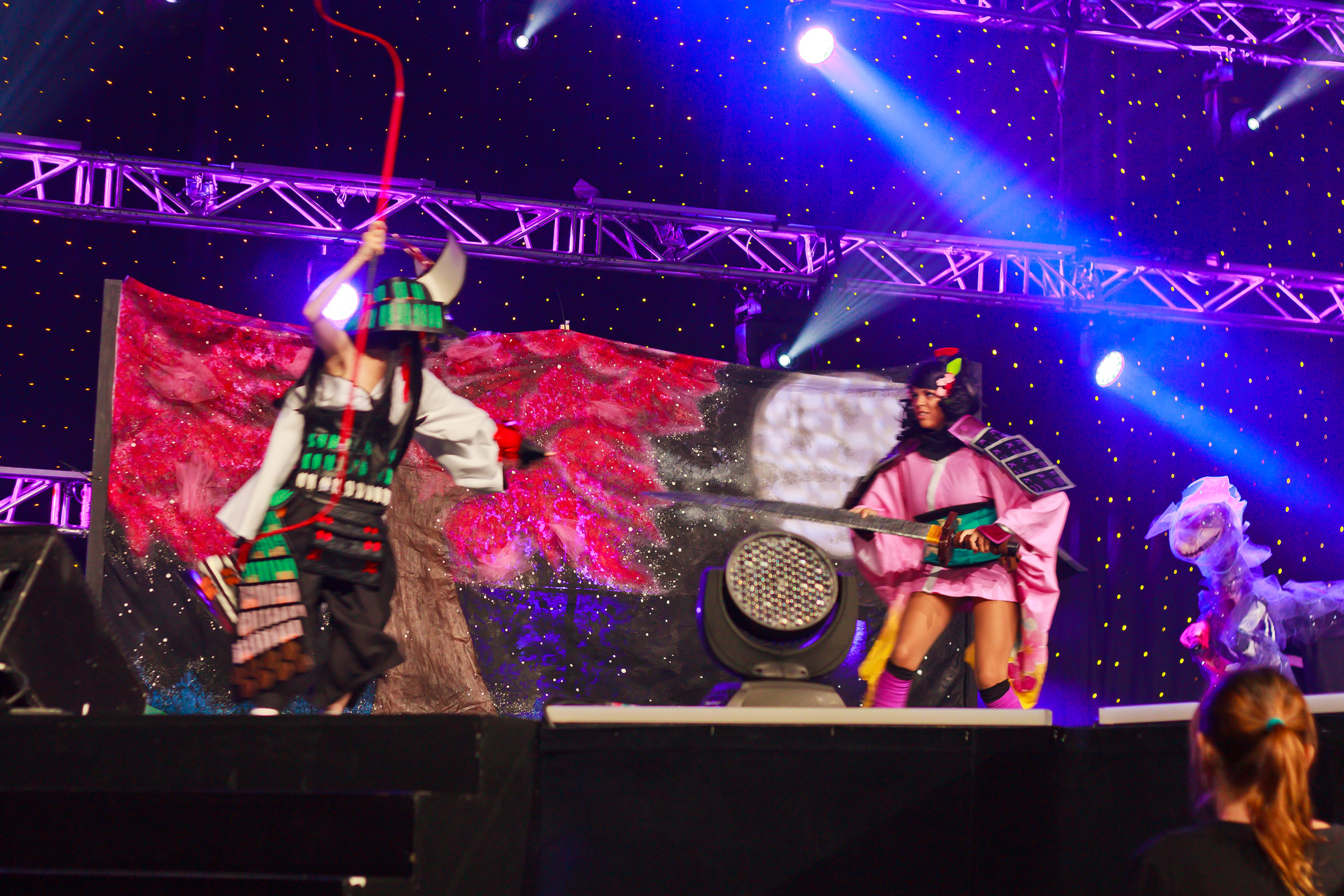
世界コスプレサミットのカナダ予選でパフォーマンスを披露する参加者（2014年）

- マスカレード - アニメのキャラクターなどからインスピレーションを得た衣装を着用し、観客の前で披露する[27]。
- 世界コスプレサミット・カナダ予選 - 日本で開催される世界コスプレサミットのカナダ予選が行われている[28]。

## サービス
- コスプレカフェ - コスプレ姿の店員が軽食やドリンクを提供する[29]。
- カラオケ - 他の参加者の前でカラオケを楽しむことができる[30]。
- 漫画図書館 - くつろぎながら様々な漫画を読むことができる[31]。
- ガレージセール - 古いグッズを希望する価格で販売できる[32]。

## マスコット
青い髪の少女のキャラクター「ユリカ」がオタクソンのマスコットとなっている。ユリカのデザインはジェシー・ロンが担当した。ユリカは長年にわたって様々なアーティストによって描かれており、2009年にはマスコットコンテストが開催された。その後、マスコットにはユリカの兄のヤツミ、いとこのユキ、友人のユミが加わった。ヤツミはやおいソン、ユキとユミは百合ソンのマスコットを担当している。